# Robert Bosch Stiftung
Die Robert Bosch Stiftung GmbH gehört zu den großen unternehmensverbundenen Stiftungen in Deutschland. Die gemeinnützige Stiftung, deren Gründung 1964 (ursprünglich als Vermögensverwaltung Bosch GmbH (VVB) begründet, 1969 umfirmiert) auf das Testament des Unternehmers und Stifters Robert Bosch (1861–1942) zurückgeht, fördert Projekte in den Bereichen Gesundheit, Bildung und Globale Fragen.

## Geschichte

### Stiftungsgründung
Die Robert Bosch Stiftung wurde 1964 auf Grundlage des Testaments von Robert Bosch (1861–1942) gegründet. Bis zur Umbenennung 1969 lautete der Name der Stiftung Gemeinnützige Vermögensverwaltung Bosch GmbH. In den Richtlinien zur Vermögensverwaltung vom 19. Juli 1935 beschrieb Robert Bosch seine Absicht, „neben der Linderung von allerhand Not, vor allem auf die Hebung der sittlichen, gesundheitlichen und geistigen Kräfte des Volkes hinzuwirken. Es solle gefördert werden: Gesundheit, Erziehung, Bildung, Förderung Begabter, Völkerversöhnung und dergleichen […]“. Innerhalb dieses Stiftervermächtnisses passt die Stiftung ihre gemeinnützige Arbeit nach eigenen Angaben kontinuierlich an aktuelle gesellschaftliche Herausforderungen an.

### Fördergeschichte
Im Bereich Gesundheit konzentrierte sich die Stiftung in den Anfangsjahren auf den Aus- und Neubau des 1940 von Robert Bosch gegründeten Robert-Bosch-Krankenhauses in Stuttgart, dessen Träger die Stiftung ist. In den 1980er Jahren förderte sie unter anderem zahlreiche Projekte in der Kranken- und Altenpflege, in der Hospiz- und Palliativversorgung und im Bereich Demenz. Ab den 2000er Jahren engagierte sich die Stiftung für die Professionalisierung und Akademisierung der Gesundheits- und Pflegeberufe in Deutschland, für die Stärkung der Geriatrie (Altersheilkunde) als medizinische Disziplin und für die Unterstützung chronisch Kranker. Mit dem Deutschen Alterspreis zeichnete die Stiftung von 2012 bis 2016 Initiativen aus, die ein positives Bild vom Alter vermitteln. Seit 2017 unterstützt die Stiftung mit ihrer Förderung unter anderem den Aufbau modellhafter, lokaler Gesundheitszentren. Seit 2018 engagiert sie sich für umfassende Reformen des deutschen Gesundheitswesens.
In der Bildung zielte die Stiftung bereits in den 1980er und 1990er Jahren mit Programmen zur guten Schulpraxis und der Förderung von Schulpartnerschaften zwischen Ost- und Westdeutschland auf die Weiterentwicklung von Schulen ab. 2006 rief die Robert Bosch Stiftung gemeinsam mit der Heidehof-Stiftung den Deutschen Schulpreis ins Leben, einen Wettbewerb für gute Schulen in Deutschland. Über viele Jahre legte die Robert Bosch Stiftung außerdem einen Schwerpunkt auf die individuelle Förderung junger Menschen, um für mehr Chancengerechtigkeit und faire Startbedingungen unabhängig von Herkunft und sozialem Status zu sorgen. So hat die Stiftung innerhalb des Projekts Talent im Land von 2003 bis 2018 über 1000 Stipendien an begabte Schüler aus Baden-Württemberg und Bayern vergeben. 2014 gründete sie gemeinsam mit der Deutschen Stiftung UWC die internationale Oberstufenschule UWC Robert Bosch College in Freiburg.
Gesellschaftliches Engagement förderte die Stiftung mit verschiedenen Ansätzen, nach der Wiedervereinigung beispielsweise durch die Unterstützung sozialer Bürgerinitiativen in Ostdeutschland oder durch die Auszeichnung journalistischer Beiträge über das Ehrenamt. Von 1998 bis 2012 vergab die Stiftung aus diesem Grund den Journalistenpreis Bürgerschaftliches Engagement. Ab der Jahrtausendwende beschäftigte sich die Stiftung unter anderem mit den Auswirkungen des demografischen Wandels auf verschiedene Bereiche der Gesellschaft. Dazu rief die Stiftung eine Expertenkommission unter der Leitung von Kurt Biedenkopf ein. Außerdem initiierte sie Projekte zur politischen Bildung wie die Programme „Lernort Stadion“ oder „Europa gestalten – Politische Bildung in Aktion“, das gemeinsam mit der Bundeszentrale für politische Bildung entstanden ist. In den vergangenen Jahren engagierte sie sich zudem für eine vielfältige Gesellschaft und die Integration Geflüchteter in Deutschland. So ist die Robert Bosch Stiftung seit 2015 Mitglied des unabhängigen und interdisziplinär besetzten Sachverständigenrats deutscher Stiftungen für Integration und Migration.
Im Bereich Kultur initiierte die Stiftung unter anderem Programme zur Literaturvermittlung an Jugendliche, zur Kreativitätsförderung und zur kulturellen Teilhabe von Kindern. Über 30 Jahre lang vergab sie den Adelbert-von-Chamisso-Preis an auf Deutsch schreibende Autoren, deren Werk von einem Kulturwechsel geprägt ist. Von 2007 bis 2010 wurde der André-Gide-Preis von der DVA-Stiftung, die 2007 als unselbständige Stiftung in die Robert Bosch Stiftung aufgenommen wurde, für deutsch-französische Literaturübersetzungen vergeben.
Schwerpunkte im Bereich der Wissenschaftsförderung waren unter anderem die Stärkung des Wissenschaftsstandortes Deutschland, Kooperationen zwischen Wissenschaft und Schule und die Förderung von Frauen in der Wissenschaft. Ein Beispiel für die Förderung der Wissenschaft ist die Einrichtung der Datenbank AcademiaNet. Mit der Verleihung der „Robert Bosch Juniorprofessur Nachhaltige Nutzung natürlicher Ressourcen“ ist die Stiftung auch in der Forschung für Nachhaltigkeit aktiv.
Die internationale Förderung der Robert Bosch Stiftung entwickelte sich unter dem Eindruck der beiden Weltkriege und hatte zunächst zum Ziel, zur Aussöhnung Deutschlands mit seinen Nachbarn beizutragen. Daher stand in den ersten Jahren die Verbesserung der deutsch-französischen und deutsch-polnischen Beziehungen im Fokus. So förderte die Stiftung über viele Jahre den Austausch von Schülern, Lehrern und Wissenschaftlern aus Deutschland und Polen. Von 1982 bis 2000 gab sie gemeinsam mit dem Deutschen Polen-Institut (DPI) die 50-bändige Polnische Bibliothek heraus. Ebenfalls gemeinsam mit dem DPI vergab sie von 2003 bis 2019 den Karl-Dedecius-Preis. Ab den 1980er Jahren engagierte sich die Stiftung für die Stärkung der transatlantischen Beziehungen. So ermöglichte sie seit 1984 mit dem Robert Bosch Foundation Fellowship Program rund 600 amerikanischen Nachwuchsführungskräften einen Arbeitsaufenthalt in Deutschland. Nach Ende des Kalten Krieges rückten auch die Länder Mittel- und Osteuropas, später Länder der Östlichen Partnerschaft in den Blick: Die Stiftung ist unter anderem Gesellschafterin und Mitgründerin der 2006 ins Leben gerufenen Stiftung Deutsch-Russischer Jugendaustausch. Ab der Jahrtausendwende weitete die Stiftung ihre Tätigkeit auf Asien und Afrika aus. Bilaterale Formate wurden schrittweise durch multilaterale und thematisch fokussierte Programme ersetzt. Ab 2010 förderte die Stiftung zudem Projekte aus dem Bereich Frieden. 2014 gründete sie die Robert Bosch Academy in Berlin, an der Experten aus aller Welt zu globalen gesellschaftlichen Herausforderungen arbeiten.

## Aktuelle Fördergebiete und Themen
Die Stiftung fördert Projekte in den Bereichen Gesundheit, Bildung und Globale Fragen. Seit Gründung der Stiftung im Jahr 1964 hat sich die Förderung mit Blick auf aktuelle gesellschaftliche Herausforderungen sowie Ereignisse auf nationaler und internationaler Ebene kontinuierlich weiterentwickelt.
Gesundheit
Im Fördergebiet Gesundheit engagiert sich die Stiftung für ein zukunftsfähiges Gesundheitssystem, das den Menschen und dessen Gesundheitskompetenz stärker in den Mittelpunkt rückt. Mit dem 2022 gegründeten Bosch Health Campus in Stuttgart wurden Behandlung, Forschung, Bildung und Förderung zusammengeführt, damit Patienten und Wissenschaft gleichermaßen davon profitieren. Der Campus vereint alle Aktivitäten und Institutionen der Stiftung im Bereich Gesundheit. Dazu zählen u. a. das Robert-Bosch-Krankenhaus, das Dr. Margarete Fischer-Bosch Institut für Klinische Pharmakologie, das Robert Bosch Centrum für Tumorerkrankungen sowie das Robert Bosch Centrum für Innovationen im Gesundheitswesen.
Bildung
Im Bereich Bildung arbeitet die Stiftung an den Themen „Lernen des Individuums“ und „Lernen der Organisation“. Ziel ist es, Kitas und Schulen darin zu unterstützen, junge Menschen auf aktuelle und künftige Anforderungen vorzubereiten. Seit 2006 vergibt die Robert Bosch Stiftung den Deutschen Schulpreis an Schulen, die pädagogisch Herausragendes leisten und Vorbild für die Schulentwicklung in Deutschland sein können. Erfahrungen und Wissen der Schulpreisträger wird über das Deutsche Schulportal der Robert Bosch Stiftung weitergegeben. Die Stiftung ist zudem Gesellschafterin der 2014 gegründeten internationalen Oberstufenschule UWC Robert Bosch College in Freiburg i.Br.
Globale Fragen
Ziel der internationalen Aktivitäten der Stiftung ist es, innerhalb und zwischen Gesellschaften Lösungen für globale Herausforderungen zu erarbeiten. Dabei fokussiert sie sich auf die Themen Demokratie, Einwanderungsgesellschaft, Frieden, Klimawandel und Migration. Darüber hinaus wird das Thema Ungleichheit im Rahmen eines Entwicklungsauftrages bearbeitet. Ein besonderer Fokus liegt auf den Wechselwirkungen zwischen den Themen.
Strategische Partnerschaften & Robert Bosch Academy
Die Stiftung arbeitet mit Think Tanks, politischen Entscheidungsträgern, Wissenschaftlern und Meinungsbildnern zusammen, um in ihren Themen evidenzbasierte Handlungsempfehlungen und relevante Lösungsansätze für gesellschaftliche Herausforderungen zu entwickeln. Seit 2014 bietet die Robert Bosch Academy in Berlin im Rahmen von Fellowships Experten aus aller Welt Raum für Austausch und interdisziplinäre Zusammenarbeit.
International Alumni Center
Mit dem International Alumni Center in Berlin hat die Robert Bosch Stiftung 2017 ein stiftungs- und sektorenübergreifendes Kompetenzzentrum für Alumniarbeit gegründet.

## Organisation
Die Robert Bosch Stiftung ist eine Kapitalgesellschaft in der Form einer GmbH, die nur in ihrem Namen die Rechtsform einer Stiftung trägt und damit eine „Stiftungsähnliche juristische Person“ ist. Die Gesellschaft besitzt 94 Prozent des Stammkapitals der Robert Bosch GmbH. Im Jahr 2022 betrug die Gesamtförderung rund 149 Millionen Euro. Seit ihrer Gründung 1964 hat die Robert Bosch Stiftung über zwei Milliarden Euro für ihre gemeinnützige Arbeit ausgegeben.
Als Gesellschafterin fließt der Stiftung die ausgeschüttete Dividende anteilig zu, wobei sie als gemeinnützige Stiftung nicht unternehmerisch tätig ist. Die Stimmrechte der Geschäftsanteile hat sie auf die Robert Bosch Industrietreuhand KG übertragen, was eine klare Trennung zwischen ökonomischen und philanthropischen Gesichtspunkten bedeutet. Die Stiftung verwaltet ihre Vermögenswerte im Sinne von Robert Bosch.

### Kuratorium und Geschäftsführung
Die Stiftungsorgane sind die Gesellschafterversammlung, das Kuratorium und die Geschäftsführung. Über die gemeinnützigen Aktivitäten und die Mittelverwendung der Stiftung entscheidet das Kuratorium, deren Mitglieder zugleich Gesellschafter der Stiftung sind. Nach dem Willen von Robert Bosch gehören dem Kuratorium Mitglieder der Familie, Unternehmer und Persönlichkeiten des öffentlichen Lebens an. Die Stiftung wird von der Geschäftsführung geleitet.
Mitglieder des Kuratoriums
- Christoph Kübel (Vorsitzender)[2]
- Christof Bosch
- Joachim von Braun
- Rolf Burlander
- Liselotte Højgaard
- Nicola Leibinger-Kammüller
- Matthias Madelung
- Timothy Snyder

Mitglieder der Geschäftsführung
- Bernhard Straub[1]

### Mitarbeiter und Sitz
Rund 170 Mitarbeiter arbeiten an den beiden Standorten in Stuttgart und Berlin für die Robert Bosch Stiftung. Seit 1986 ist das Robert-Bosch-Haus in der Stuttgarter Heidehofstraße Sitz der Robert Bosch Stiftung. Seit 2004 nutzt sie außerdem das Boschhaus Heidehof. Am Standort Berlin ist die Stiftung seit 2012 in der Französischen Straße 32 untergebracht. Zuvor unterhielt sie ein Büro in der Bosch-Repräsentanz Berlin in Charlottenburg.

### Unselbstständige Stiftungen
Mit der Otto und Edith Mühlschlegel Stiftung hat die Robert Bosch Stiftung GmbH eine weitere Stiftung unter ihrer Verwaltung. Entsprechend dem Wunsch des Stifterpaares sollen mit den Mitteln der Stiftung insbesondere ältere und hilfsbedürftige Menschen sowie neue Ansätze in der Gesundheitspflege unterstützt werden. Außerdem wurde bis 2020 der Otto Mühlschlegel Preis als Ehrenpreis verliehen. Erstmals im Jahr 2024 wurde der Preis umbenannt in „Ideas for Impact“ und mit 100.000 Euro dotiert vom Bosch Health Campus im Namen der Robert Bosch Stiftung verliehen. Gleichzeitig soll der Preis kein reiner Alterpreis mehr sein, sondern ein ganzheitlicher Gesundheitspreis.